# Umspannwerk Wolmirstedt
Das Umspannwerk Wolmirstedt stellt einen wichtigen Knotenpunkt im Stromnetz der neuen Bundesländer dar und ist Endpunkt der ehemals längsten Stromleitung in Deutschland, der 287,8 Kilometer langen 380-kV-Leitung Lubmin–Wolmirstedt. Es gehört zum Übertragungsnetz von 50Hertz Transmission.

## Geschichte
Über das Umspannwerk Wolmirstedt in der damaligen DDR wurde auch der erste deutsch-deutsche Austausch von Elektroenergie realisiert. Am 3. Oktober 1989 ging die 380-kV-Leitung von Helmstedt nach Wolmirstedt in Betrieb. Diese Leitung war das erste Teilstück der 380-kV-Verbindung zwischen Westdeutschland und dem einstigen West-Berlin, die aber erst 1994, ein Jahr später als ursprünglich Mitte der 1980er Jahre geplant, in Betrieb ging.
Da die Stromnetze zwischen der einstigen DDR und der alten Bundesrepublik bis 1993 miteinander nicht synchronisiert waren (die BRD ist Mitglied des Verbundsystems der UCPTE, die DDR war damals Teil des osteuropäischen Verbundsystems VES/CENTREL), konnte über die im Jahr 1989 in Betrieb genommene Leitung nur Energieaustausch im sogenannten Richtbetrieb vorgenommen werden.

### Konverterstation
Für das HGÜ-Leitungsvorhaben Südostlink wurde eine Konverterstation in Wolmirstedt mit Verbindung zum 380-kV-Wechselstromnetz gebaut. Dort wird die Wechsel- in Gleichspannung mit 525 kV umgewandelt. Zunächst wurden von 50Hertz fünf mögliche Standorte untersucht. Mit Bescheid vom 13. Oktober 2022 wurde die Genehmigung nach Bundes-Immissionsschutzgesetz schließlich für den Standort am bestehenden Umspannwerk in Mose und Farsleben von der zuständigen Genehmigungsbehörde beim Landkreis Börde erteilt. Spatenstich war im März 2023 unter Anwesenheit von Bundeswirtschaftsminister Habeck und Sachsen-Anhalts-MP Haseloff. Die elektrotechnischen Komponenten lieferte Siemens Energy.
- Standort der Stromrichterhallen: 52° 16′ 6,2″ N, 11° 38′ 0,9″ O

### Geplante HGÜ-Kurzkupplung
In den 1980er Jahren war ein vollwertiger bidirektionaler Energieaustausch über eine HGÜ-Kurzkupplung am Standort Wolmirstedt vorgesehen und es begannen Anfang 1989 die entsprechenden Arbeiten für diese Anlage, deren Inbetriebnahme 1992 geplant war. Mit der Wiedervereinigung Deutschlands wurde beschlossen, die Stromnetze Ost- und Westdeutschlands miteinander zu synchronisieren, um auf teure HGÜ-Verbindungen verzichten zu können, die wegen der geringen Überlastbarkeit der Stromrichter einen Engpass im Übertragungsnetz darstellen können. Aus diesem Grund wurde der Bau der HGÜ-Kurzkupplung Wolmirstedt, die bei einer Zwischenkreisspannung von 160 kV in der Lage gewesen wäre, 600 MW elektrische Energie auszutauschen, im April 1990 eingestellt. Zu diesem Zeitpunkt war die Stromrichterhalle schon im Rohbau fertiggestellt. Auch der Lärmschutzwall zum Schutz der Anwohner im Wolmirstedter Ortsteil Mose vor den Geräuschen der Komponenten der HGÜ-Anlage und der Betonweg mit Gleis zum Umspannwerk Wolmirstedt, über den die Bauteile hätten angeliefert werden sollen, waren zu diesem Zeitpunkt schon vollendet.
Im Unterschied zu den HGÜ-Kurzkupplungen in Etzenricht, Dürnrohr und Wien, die auf beiden Seiten direkt mit den jeweiligen 380-kV-Netzen verbunden waren, sollte bei der HGÜ-Kurzkupplung Wolmirstedt nur die Speisung aus dem westdeutschen Netz mit 380 kV erfolgen. Die Anbindung an das ostdeutsche Höchstspannungsnetz war, da das 380-kV-Netz der DDR zum damaligen Zeitpunkt nicht sehr leistungsfähig war, auf der 220-kV-Spannungsebene geplant.
Die Stromrichterhalle wurde nach Einstellung der Bauarbeiten wegen des vorhandenen Lärmschutzwalls an eine Firma für Glasrecyling verkauft und ist heute Teil des Recyclinghofs Farsleben. Die für den Aufbau der HGÜ-Kurzkupplung vorgesehenen Anlagenteile wurden – mit Ausnahme der Stromrichtertransformatoren für die Anbindung der Stromrichter an das ostdeutsche 220-kV-Netz, für die es keine weitere Verwendung gab und die verschrottet wurden – zum Aufbau der HGÜ-Kurzkupplung in Etzenricht verwendet.
- Standort der ehemaligen Stromrichterhalle, inzwischen Teil eines Recyclinghofs: 52° 16′ 21″ N, 11° 38′ 10″ O

Aufnahmen von 2009
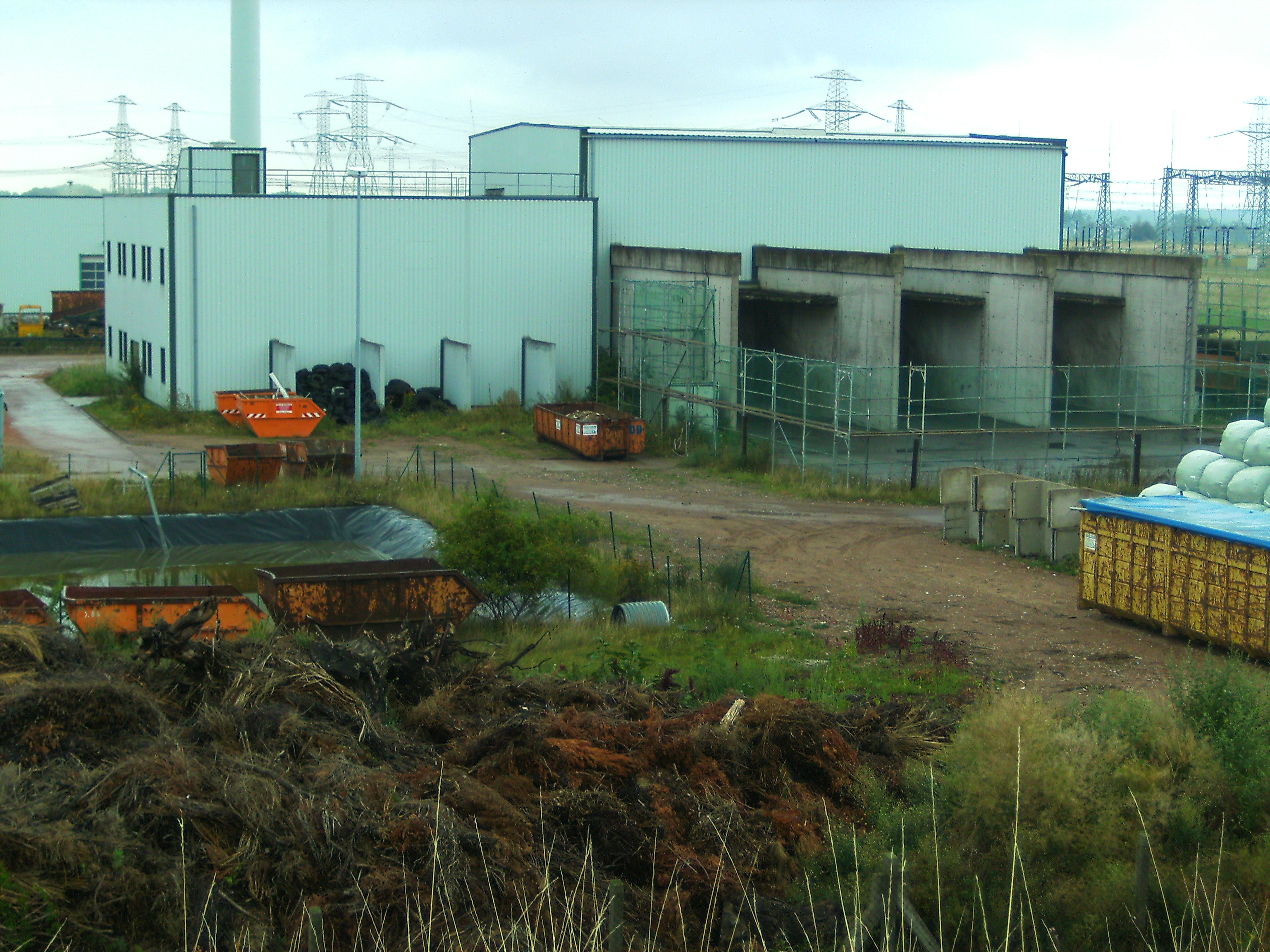
Westansicht der für die nie realisierte HGÜ-Kurzkupplung Wolmirstedt errichteten Stromrichterhalle mit erkennbaren Transformatorenbuchten; heute Bestandteil des Recylinghofs Farsleben
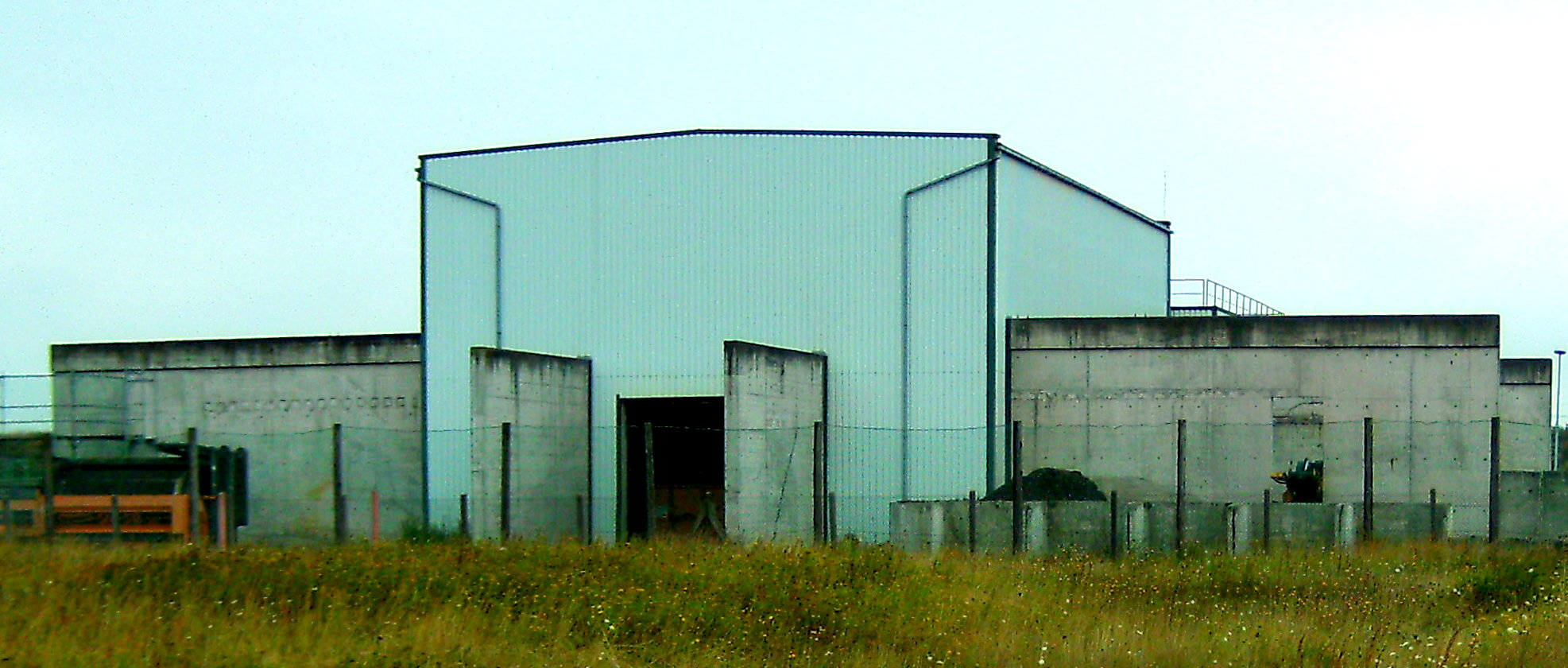
Südansicht der für die nie realisierten HGÜ-Kurzkupplung Wolmirstedt errichteten Stromrichterhalle; zwischen den Betonwänden im Vordergrund sollte die Glättungsdrossel installiert werden, über den mit Schienen versehenen Betonweg war der Antransport schwerer Komponenten geplant
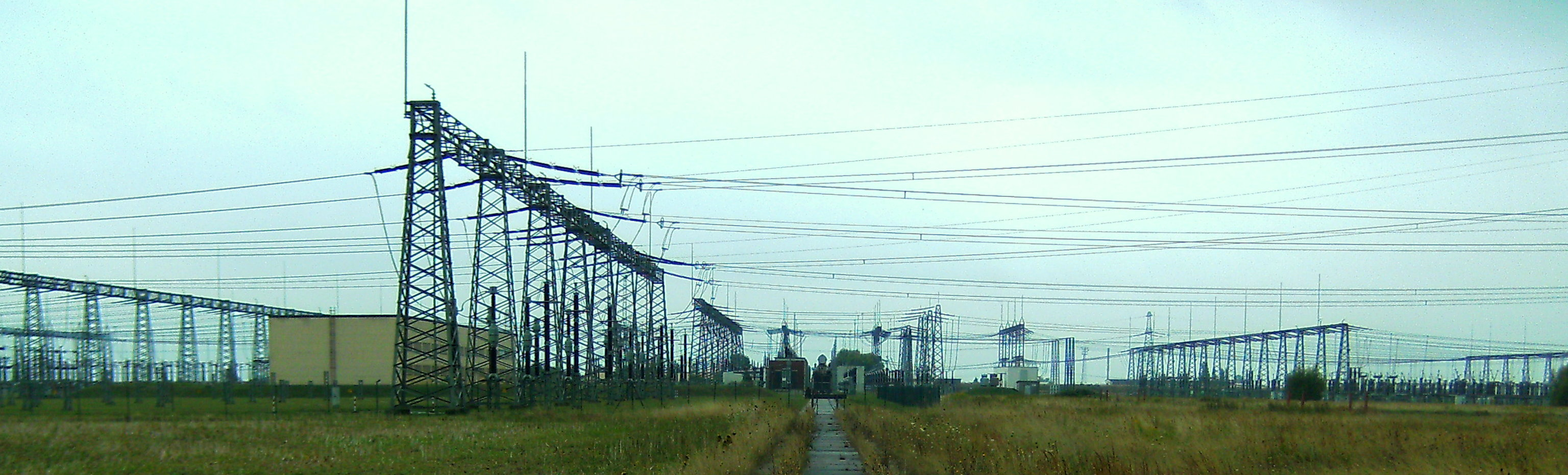
Der aus dem Umspannwerk Wolmirstedt zur Stromrichterhalle herausführende Betonweg